# Shiva Rajkumar

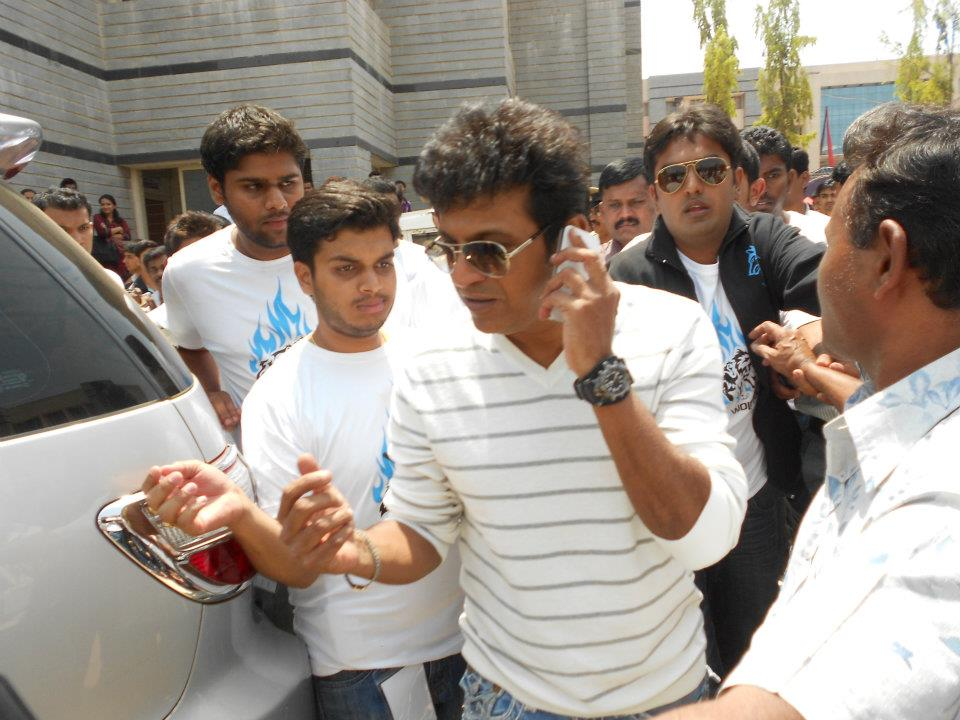
Rajkumar bei einem Besuch des MS Ramaiah Engineering Colleges, 2012

Shiva Rajkumar (Kannada ಶಿವರಾಜ್‍ಕುಮಾರ್, eigentlich Nagaraju Shiva Puuta Swamy, * 12. Juli 1962 in Madras) ist ein indischer Schauspieler und Sänger des Kannada-Films.

## Leben
Shiva Rajkumar wurde als erster Sohn von Rajkumar und Parvathamma Rajkumar geboren. Er begann seine Schauspielkarriere im Jahr 1986 im Film Anand.
Er ist mit Geetha, der Tochter des ehemaligen Ministerpräsidenten von Karnataka S. Bangarappa, verheiratet und hat zwei Töchter.

## Filmografie
- 1986: Anand
- 1986: Ratha Sapthami
- 1988: Inspector Vikram
- 1994: Mutthanna
- 1995: Om[5][6]
- 1996: Nammoora Mandara Hoove
- 1998: A. K. 47
- 1999: Hrudaya Hrudaya
- 2000: Prethsee
- 2001: Yuvaraja
- 2005: Jogi
- 2008: Sathya In Love
- 2011: Jogayya
- 2012: Shiva
- 2013: Lakshmi
- 2013: Andhar Bahar
- 2013: Bhajarangi[7]
- 2014: Aryan
- 2014: Belli
- 2015: Vajrakaya
- 2016: Killing Veerappan[8]
- 2016: Shivalinga
- 2016: Santheyalli Nintha Kabira
- 2017: Srikanta
- 2017: Mass Leader
- 2017: Mufti
- 2018: Tagaru[9]
- 2018: The Villian